# Volta a Espanya de 2022
La Volta a Espanya de 2022, 77a edició de la Volta a Espanya, es va disputar entre el 19 d'agost i l'11 de setembre de 2022 sobre un recorregut de 3.281,4 km distribuïts en 21 etapes. La sortida va tenir lloc a Utrecht, als Països Baixos, mentre l'arribada fou a Madrid. La cursa formava part de l'UCI World Tour 2022.
El vencedor final fou el belga Remco Evenepoel (Quick-Step Alpha Vinyl), que s'imposà per 2'02" al mallorquí Enric Mas (Movistar Team) i 4'57" a l'espanyol Juan Ayuso (UAE Team Emirates). Evenepoel es va vestir amb el mallot vermell a la fi de la sisena etapa i ja no el va deixar fins a la fi de la cursa. També va guanyar el mallot blanc de la classificació dels joves, així com dues etapes.
Des de la Volta a Espanya de 1977, guanyada per Freddy Maertens, cap ciclista belga havia guanyat la Vuelta, i des del Giro d'Itàlia de 1978, guanyat per Johan De Muynck, cap belga havia guanyat cap de les tres Grans Voltes. A més, fou el més jove en guanyar la cursa des d'Angelino Soler el 1961.
En les altres classificacions de la cursa, el danès Mads Pedersen (Trek-Segafredo) guanyà la classificació per punts, gràcies entre d'altres a les tres victòries d'etapa aconseguides. L'equatorià Richard Carapaz (Ineos Grenadiers) guanyà la classificació de la muntanya i tres etapes. L'equip UAE Team Emirates s'adjudicà la classificació per equips i el català Marc Soler (UAE Team Emirates) fou considerat el ciclista més combatiu.
La cançó d'aquesta edició fou "C'mon C'mon" de Lorena Medina.

## Equips participants
En aquesta edició de la Volta a Espanya van prendre part 23 equips: els 18 WorldTeams, més 5 equips convidats de categoria UCI ProTeams.
| WorldTeams (18)- AG2R Citroën Team - Astana Qazaqstan Team - Bahrain Victorious - Bora-Hansgrohe - Cofidis - EF Education-EasyPost - Groupama-FDJ - Ineos Grenadiers - Intermarché-Wanty-Gobert Matériaux - Israel-Premier Tech - Jumbo-Visma - Lotto-Soudal - Movistar Team - Quick-Step Alpha Vinyl - BikeExchange-Jayco - Team DSM - Trek-Segafredo - UAE Team Emirates ProTeams (5)- Alpecin-Deceuninck - Arkéa-Samsic - Burgos-BH - Equipo Kern Pharma - Euskaltel-Euskadi |
| |

## Etapes
| Etapa     | Data          | Ciutats d'etapa                                                   | type                      | Distància (km) | Desnivell (m) | Vencedor de l'etapa        | Líder de la general |
| --------- | ------------- | ----------------------------------------------------------------- | ------------------------- | -------------- | ------------- | -------------------------- | ------------------- |
| 1a etapa  | 19 de ago     | Utrecht – Utrecht                                                 | contrarellotge per equips | 23,3           | 47 m          | Jumbo-Visma                | Robert Gesink       |
| 2a etapa  | 20 de ago     | 's-Hertogenbosch – Utrecht                                        | etapa plana               | 175,1          | 498 m         | Sam Bennett                | Mike Teunissen      |
| 3a etapa  | 21 de ago     | Breda – Breda                                                     | etapa plana               | 193,5          | 237 m         | Sam Bennett                | Edoardo Affini      |
|           | 22 d'agost    | Dia de descans                                                    | Dia de descans            |                |               |                            |                     |
| 4a etapa  | 23 de ago     | Vitòria – Laguardia                                               | etapa de mitja muntanya   | 153,5          | 2.306 m       | Primož Roglič              | Primož Roglič       |
| 5a etapa  | 24 de ago     | Irun – Bilbao                                                     | etapa de mitja muntanya   | 187,2          | 2.985 m       | Marc Soler i Giménez       | Rudy Molard         |
| 6a etapa  | 25 de ago     | Bilbao – Pico Jano                                                | etapa de muntanya         | 181,2          | 4.076 m       | Jay Vine                   | Remco Evenepoel     |
| 7a etapa  | 26 de ago     | Camargo – Cistierna                                               | etapa de mitja muntanya   | 190            | 3.178 m       | Jesús Herrada López        | Remco Evenepoel     |
| 8a etapa  | 27 de ago     | La Pola Llaviana – Yernes y Tameza                                | etapa de muntanya         | 153,4          | 3.743 m       | Jay Vine                   | Remco Evenepoel     |
| 9a etapa  | 28 de ago     | Villaviciosa – Les Praeres                                        | etapa de muntanya         | 171,4          | 3.698 m       | Louis Meintjes             | Remco Evenepoel     |
|           | 29 d'agost    | Dia de descans                                                    | Dia de descans            |                |               |                            |                     |
| 10a etapa | 30 de ago     | Elx – Alacant                                                     | contrarellotge individual | 30,9           | 177 m         | Remco Evenepoel            | Remco Evenepoel     |
| 11a etapa | 31 de ago     | El Pozo – Cabo de Gata                                            | etapa plana               | 191,2          | 1.601 m       | Kaden Groves               | Remco Evenepoel     |
| 12a etapa | 1 de set      | Salobreña – Peñas Blancas                                         | etapa de muntanya         | 192,7          | 3.262 m       | Richard Carapaz Montenegro | Remco Evenepoel     |
| 13a etapa | 2 de set      | Ronda – Montilla                                                  | etapa plana               | 168,4          | 1.703 m       | Mads Pedersen              | Remco Evenepoel     |
| 14a etapa | 3 de set      | Montoro – Serra de la Pandera                                     | etapa de muntanya         | 160,3          | 3.337 m       | Richard Carapaz Montenegro | Remco Evenepoel     |
| 15a etapa | 4 de set      | Martos – Sierra Nevada                                            | etapa de muntanya         | 149,6          | 4.052 m       | Thymen Arensman            | Remco Evenepoel     |
|           | 5 de setembre | Dia de descans                                                    | Dia de descans            |                |               |                            |                     |
| 16a etapa | 6 de set      | Sanlúcar de Barrameda – Tomares                                   | etapa plana               | 189,4          | 1.002 m       | Mads Pedersen              | Remco Evenepoel     |
| 17a etapa | 7 de set      | Aracena – Monastery of Nuestra Señora de Tentudía, Calera de León | etapa de mitja muntanya   | 162,3          | 2.737 m       | Rigoberto Urán             | Remco Evenepoel     |
| 18a etapa | 8 de set      | Trujillo – Piornal                                                | etapa de muntanya         | 192            | 3.625 m       | Remco Evenepoel            | Remco Evenepoel     |
| 19a etapa | 9 de set      | Talavera de la Reina – Talavera de la Reina                       | etapa de mitja muntanya   | 138,3          | 2.278 m       | Mads Pedersen              | Remco Evenepoel     |
| 20a etapa | 10 de set     | Moralzarzal – Port de Navacerrada                                 | etapa de muntanya         | 181            | 3.983 m       | Richard Carapaz Montenegro | Remco Evenepoel     |
| 21a etapa | 11 de set     | Las Rozas de Madrid – Madrid                                      | etapa plana               | 96,7           | 871 m         | Sebastián Molano Benavides | Remco Evenepoel     |

## Classificació final
| \| Classificació general \| Classificació general \| Classificació general \| Classificació general \| Classificació general \| \| Corredor \| Corredor \| Equip \| Temps \| \| \| --------------------- \| --------------------------- \| ---------------------------------- \| --------------------- \| --------------------- \| \| 1r \| Remco Evenepoel \| Quick-Step Alpha Vinyl \| 80h 26' 59" \| \| \| 2n \| Enric Mas Nicolau \| Movistar Team \| + 2' 02" \| \| \| 3r \| Juan Ayuso Pesquera \| UAE Team Emirates \| + 4' 57" \| \| \| 4t \| Miguel Ángel López Moreno \| Astana Qazaqstan Team \| DQ \| \| \| 4t \| João Almeida \| UAE Team Emirates \| + 7' 24" \| \| \| 5è \| Thymen Arensman \| Team DSM \| + 7' 45" \| \| \| 6è \| Carlos Rodríguez Cano \| Ineos Grenadiers \| + 7' 57" \| \| \| 7è \| Ben O'Connor \| AG2R Citroën Team \| + 10' 30" \| \| \| 8è \| Rigoberto Urán \| EF Education-EasyPost \| + 11' 04" \| \| \| 9è \| Jai Hindley \| Bora-Hansgrohe \| + 12' 01" \| \| \| 10è \| Louis Meintjes \| Intermarché-Wanty-Gobert Matériaux \| + 15' 41" \| \| \| 11è \| Jan Polanc \| UAE Team Emirates \| + 21' 39" \| \| \| 12è \| Alejandro Valverde Belmonte \| Movistar Team \| + 25' 39" \| \| \| 13è \| Richard Carapaz Montenegro \| Ineos Grenadiers \| + 29' 19" \| \| \| 14è \| Mikel Landa Meana \| Bahrain Victorious \| + 44' 13" \| \| \| 15è \| Luis León Sánchez Gil \| Bahrain Victorious \| + 45' 49" \| \| \| 16è \| Thibaut Pinot \| Groupama-FDJ \| + 46' 20" \| \| \| 17è \| Wilco Kelderman \| Bora-Hansgrohe \| + 48' 37" \| \| \| 18è \| Tao Geoghegan Hart \| Ineos Grenadiers \| + 49' 11" \| \| \| 19è \| Gino Mäder \| Bahrain Victorious \| + 52' 25" \| \| \| 20è \| David de la Cruz Melgarejo \| Astana Qazaqstan Team \| + 1h 00' 15" \| \| |                             |                                    |              |
| |                             |                                    |              |
| Font: ProCyclingStats |                             |                                    |              |
| Classificació general |                             |                                    |              |
| Corredor | Corredor                    | Equip                              | Temps        |
| 1r | Remco Evenepoel             | Quick-Step Alpha Vinyl             | 80h 26' 59"  |
| 2n | Enric Mas Nicolau           | Movistar Team                      | + 2' 02"     |
| 3r | Juan Ayuso Pesquera         | UAE Team Emirates                  | + 4' 57"     |
| 4t | Miguel Ángel López Moreno   | Astana Qazaqstan Team              | DQ           |
| 4t | João Almeida                | UAE Team Emirates                  | + 7' 24"     |
| 5è | Thymen Arensman             | Team DSM                           | + 7' 45"     |
| 6è | Carlos Rodríguez Cano       | Ineos Grenadiers                   | + 7' 57"     |
| 7è | Ben O'Connor                | AG2R Citroën Team                  | + 10' 30"    |
| 8è | Rigoberto Urán              | EF Education-EasyPost              | + 11' 04"    |
| 9è | Jai Hindley                 | Bora-Hansgrohe                     | + 12' 01"    |
| 10è | Louis Meintjes              | Intermarché-Wanty-Gobert Matériaux | + 15' 41"    |
| 11è | Jan Polanc                  | UAE Team Emirates                  | + 21' 39"    |
| 12è | Alejandro Valverde Belmonte | Movistar Team                      | + 25' 39"    |
| 13è | Richard Carapaz Montenegro  | Ineos Grenadiers                   | + 29' 19"    |
| 14è | Mikel Landa Meana           | Bahrain Victorious                 | + 44' 13"    |
| 15è | Luis León Sánchez Gil       | Bahrain Victorious                 | + 45' 49"    |
| 16è | Thibaut Pinot               | Groupama-FDJ                       | + 46' 20"    |
| 17è | Wilco Kelderman             | Bora-Hansgrohe                     | + 48' 37"    |
| 18è | Tao Geoghegan Hart          | Ineos Grenadiers                   | + 49' 11"    |
| 19è | Gino Mäder                  | Bahrain Victorious                 | + 52' 25"    |
| 20è | David de la Cruz Melgarejo  | Astana Qazaqstan Team              | + 1h 00' 15" |

## Classificacions secundàries
| Classificació per punts | Classificació per punts    | Classificació per punts | Classificació per punts | Classificació per punts |
| Corredor                | Corredor                   | Equip                   | Punts                   |                         |
| ----------------------- | -------------------------- | ----------------------- | ----------------------- | ----------------------- |
| 1r                      | Mads Pedersen              | Trek-Segafredo          | 409 pts                 |                         |
| 2n                      | Fred Wright                | Bahrain Victorious      | 186 pts                 |                         |
| 3r                      | Enric Mas Nicolau          | Movistar Team           | 138 pts                 |                         |
| 4t                      | Remco Evenepoel            | Quick-Step Alpha Vinyl  | 133 pts                 |                         |
| 5è                      | Marc Soler i Giménez       | UAE Team Emirates       | 133 pts                 |                         |
| 6è                      | Danny van Poppel           | Bora-Hansgrohe          | 108 pts                 |                         |
| 7è                      | Pascal Ackermann           | UAE Team Emirates       | 106 pts                 |                         |
| 8è                      | Richard Carapaz Montenegro | Ineos Grenadiers        | 105 pts                 |                         |
| 9è                      | Kaden Groves               | BikeExchange-Jayco      | 74 pts                  |                         |
| 10è                     | Sebastián Molano Benavides | UAE Team Emirates       | 69 pts                  |                         |

| Classificació per punts | Classificació per punts    | Classificació per punts | Classificació per punts | Classificació per punts |
| Corredor                | Corredor                   | Equip                   | Punts                   |                         |
| ----------------------- | -------------------------- | ----------------------- | ----------------------- | ----------------------- |
| 1r                      | Mads Pedersen              | Trek-Segafredo          | 409 pts                 |                         |
| 2n                      | Fred Wright                | Bahrain Victorious      | 186 pts                 |                         |
| 3r                      | Enric Mas Nicolau          | Movistar Team           | 138 pts                 |                         |
| 4t                      | Remco Evenepoel            | Quick-Step Alpha Vinyl  | 133 pts                 |                         |
| 5è                      | Marc Soler i Giménez       | UAE Team Emirates       | 133 pts                 |                         |
| 6è                      | Danny van Poppel           | Bora-Hansgrohe          | 108 pts                 |                         |
| 7è                      | Pascal Ackermann           | UAE Team Emirates       | 106 pts                 |                         |
| 8è                      | Richard Carapaz Montenegro | Ineos Grenadiers        | 105 pts                 |                         |
| 9è                      | Kaden Groves               | BikeExchange-Jayco      | 74 pts                  |                         |
| 10è                     | Sebastián Molano Benavides | UAE Team Emirates       | 69 pts                  |                         |

| Classificació de la muntanya | Classificació de la muntanya | Classificació de la muntanya | Classificació de la muntanya | Classificació de la muntanya |
| Corredor                     | Corredor                     | Equip                        | Punts                        |                              |
| ---------------------------- | ---------------------------- | ---------------------------- | ---------------------------- | ---------------------------- |
| 1r                           | Richard Carapaz Montenegro   | Ineos Grenadiers             | 73 pts                       |                              |
| 2n                           | Robert Stannard              | Alpecin-Deceuninck           | 36 pts                       |                              |
| 3r                           | Enric Mas Nicolau            | Movistar Team                | 28 pts                       |                              |
| 4t                           | Thymen Arensman              | Team DSM                     | 23 pts                       |                              |
| 5è                           | Remco Evenepoel              | Quick-Step Alpha Vinyl       | 23 pts                       |                              |
| 6è                           | Marc Soler i Giménez         | UAE Team Emirates            | 23 pts                       |                              |
| 7è                           | Sergio Higuita García        | Bora-Hansgrohe               | 18 pts                       |                              |
| 8è                           | Miguel Ángel López Moreno    | Astana Qazaqstan Team        | DQ                           |                              |
| 8è                           | Jimmy Janssens               | Alpecin-Deceuninck           | 17 pts                       |                              |
| 9è                           | Rubén Fernández Andújar      | Cofidis                      | 15 pts                       |                              |

| Classificació de la muntanya | Classificació de la muntanya | Classificació de la muntanya | Classificació de la muntanya | Classificació de la muntanya |
| Corredor                     | Corredor                     | Equip                        | Punts                        |                              |
| ---------------------------- | ---------------------------- | ---------------------------- | ---------------------------- | ---------------------------- |
| 1r                           | Richard Carapaz Montenegro   | Ineos Grenadiers             | 73 pts                       |                              |
| 2n                           | Robert Stannard              | Alpecin-Deceuninck           | 36 pts                       |                              |
| 3r                           | Enric Mas Nicolau            | Movistar Team                | 28 pts                       |                              |
| 4t                           | Thymen Arensman              | Team DSM                     | 23 pts                       |                              |
| 5è                           | Remco Evenepoel              | Quick-Step Alpha Vinyl       | 23 pts                       |                              |
| 6è                           | Marc Soler i Giménez         | UAE Team Emirates            | 23 pts                       |                              |
| 7è                           | Sergio Higuita García        | Bora-Hansgrohe               | 18 pts                       |                              |
| 8è                           | Miguel Ángel López Moreno    | Astana Qazaqstan Team        | DQ                           |                              |
| 8è                           | Jimmy Janssens               | Alpecin-Deceuninck           | 17 pts                       |                              |
| 9è                           | Rubén Fernández Andújar      | Cofidis                      | 15 pts                       |                              |

| Classificació del millor jove | Classificació del millor jove | Classificació del millor jove | Classificació del millor jove | Classificació del millor jove |
| Corredor                      | Corredor                      | Equip                         | Temps                         |                               |
| ----------------------------- | ----------------------------- | ----------------------------- | ----------------------------- | ----------------------------- |
| 1r                            | Remco Evenepoel               | Quick-Step Alpha Vinyl        | 80h 26' 59"                   |                               |
| 2n                            | Juan Ayuso Pesquera           | UAE Team Emirates             | + 4' 57"                      |                               |
| 3r                            | João Almeida                  | UAE Team Emirates             | + 7' 24"                      |                               |
| 4t                            | Thymen Arensman               | Team DSM                      | + 7' 45"                      |                               |
| 5è                            | Carlos Rodríguez Cano         | Ineos Grenadiers              | + 7' 57"                      |                               |
| 6è                            | Gino Mäder                    | Bahrain Victorious            | + 52' 25"                     |                               |
| 7è                            | Sergio Higuita García         | Bora-Hansgrohe                | + 1h 01' 23"                  |                               |
| 8è                            | José Félix Parra              | Equipo Kern Pharma            | + 1h 05' 02"                  |                               |
| 9è                            | Clément Champoussin           | AG2R Citroën Team             | + 1h 24' 39"                  |                               |
| 10è                           | Edoardo Zambanini             | Bahrain Victorious            | + 1h 31' 40"                  |                               |

| Classificació del millor jove | Classificació del millor jove | Classificació del millor jove | Classificació del millor jove | Classificació del millor jove |
| Corredor                      | Corredor                      | Equip                         | Temps                         |                               |
| ----------------------------- | ----------------------------- | ----------------------------- | ----------------------------- | ----------------------------- |
| 1r                            | Remco Evenepoel               | Quick-Step Alpha Vinyl        | 80h 26' 59"                   |                               |
| 2n                            | Juan Ayuso Pesquera           | UAE Team Emirates             | + 4' 57"                      |                               |
| 3r                            | João Almeida                  | UAE Team Emirates             | + 7' 24"                      |                               |
| 4t                            | Thymen Arensman               | Team DSM                      | + 7' 45"                      |                               |
| 5è                            | Carlos Rodríguez Cano         | Ineos Grenadiers              | + 7' 57"                      |                               |
| 6è                            | Gino Mäder                    | Bahrain Victorious            | + 52' 25"                     |                               |
| 7è                            | Sergio Higuita García         | Bora-Hansgrohe                | + 1h 01' 23"                  |                               |
| 8è                            | José Félix Parra              | Equipo Kern Pharma            | + 1h 05' 02"                  |                               |
| 9è                            | Clément Champoussin           | AG2R Citroën Team             | + 1h 24' 39"                  |                               |
| 10è                           | Edoardo Zambanini             | Bahrain Victorious            | + 1h 31' 40"                  |                               |

| Classificació per equips | Classificació per equips | Classificació per equips | Classificació per equips |
| Equip                    | Equip                    | Temps                    |                          |
| ------------------------ | ------------------------ | ------------------------ | ------------------------ |
| 1r                       | UAE Team Emirates        | 240h 36' 32"             |                          |
| 2n                       | Ineos Grenadiers         | + 55' 35"                |                          |
| 3r                       | Movistar Team            | + 1h 16' 52"             |                          |
| 4t                       | Bahrain Victorious       | + 1h 17' 36"             |                          |
| 5è                       | Astana Qazaqstan Team    | + 1h 34' 18"             |                          |
| 6è                       | Bora-Hansgrohe           | + 1h 38' 20"             |                          |
| 7è                       | Jumbo-Visma              | + 2h 12' 14"             |                          |
| 8è                       | EF Education-EasyPost    | + 2h 25' 47"             |                          |
| 9è                       | Groupama-FDJ             | + 2h 33' 37"             |                          |
| 10è                      | Quick-Step Alpha Vinyl   | + 2h 47' 09"             |                          |

| Classificació per equips | Classificació per equips | Classificació per equips | Classificació per equips |
| Equip                    | Equip                    | Temps                    |                          |
| ------------------------ | ------------------------ | ------------------------ | ------------------------ |
| 1r                       | UAE Team Emirates        | 240h 36' 32"             |                          |
| 2n                       | Ineos Grenadiers         | + 55' 35"                |                          |
| 3r                       | Movistar Team            | + 1h 16' 52"             |                          |
| 4t                       | Bahrain Victorious       | + 1h 17' 36"             |                          |
| 5è                       | Astana Qazaqstan Team    | + 1h 34' 18"             |                          |
| 6è                       | Bora-Hansgrohe           | + 1h 38' 20"             |                          |
| 7è                       | Jumbo-Visma              | + 2h 12' 14"             |                          |
| 8è                       | EF Education-EasyPost    | + 2h 25' 47"             |                          |
| 9è                       | Groupama-FDJ             | + 2h 33' 37"             |                          |
| 10è                      | Quick-Step Alpha Vinyl   | + 2h 47' 09"             |                          |

## Evolució de les classificacions
| Etapa                  | Vencedor               | Classificació general | Classificació per punts | Classificació de la muntanya | Millor jove     | Classificació per equips | Premi de la combativitat |
| ---------------------- | ---------------------- | --------------------- | ----------------------- | ---------------------------- | --------------- | ------------------------ | ------------------------ |
| 1                      | Team Jumbo-Visma       | Robert Gesink         | no entregat             | no entregat                  | Ethan Hayter    | Team Jumbo-Visma         | no entregat              |
| 2                      | Sam Bennett            | Mike Teunissen        | Sam Bennett             | Julius van den Berg          | Ethan Hayter    | Team Jumbo-Visma         | Jetse Bol                |
| 3                      | Sam Bennett            | Edoardo Affini        | Sam Bennett             | Julius van den Berg          | Ethan Hayter    | Team Jumbo-Visma         | Pau Miquel               |
| 4                      | Primož Roglič          | Primož Roglič         | Sam Bennett             | Joan Bou                     | Ethan Hayter    | Ineos Grenadiers         | Alessandro De Marchi     |
| 5                      | Marc Soler             | Rudy Molard           | Sam Bennett             | Victor Langellotti           | Fred Wright     | Groupama-FDJ             | Marc Soler               |
| 6                      | Jay Vine               | Remco Evenepoel       | Sam Bennett             | Victor Langellotti           | Remco Evenepoel | UAE Team Emirates        | Mark Padun               |
| 7                      | Jesús Herrada          | Remco Evenepoel       | Sam Bennett             | Victor Langellotti           | Remco Evenepoel | Bahrain Victorious       | Jesús Herrada            |
| 8                      | Jay Vine               | Remco Evenepoel       | Mads Pedersen           | Jay Vine                     | Remco Evenepoel | UAE Team Emirates        | Mikel Landa              |
| 9                      | Louis Meintjes         | Remco Evenepoel       | Mads Pedersen           | Jay Vine                     | Remco Evenepoel | UAE Team Emirates        | José Manuel Díaz         |
| 10                     | Remco Evenepoel        | Remco Evenepoel       | Mads Pedersen           | Jay Vine                     | Remco Evenepoel | Ineos Grenadiers         | no entregat              |
| 11                     | Kaden Groves           | Remco Evenepoel       | Mads Pedersen           | Jay Vine                     | Remco Evenepoel | Ineos Grenadiers         | Jetse Bol                |
| 12                     | Richard Carapaz        | Remco Evenepoel       | Mads Pedersen           | Jay Vine                     | Remco Evenepoel | UAE Team Emirates        | Samuele Battistella      |
| 13                     | Mads Pedersen          | Remco Evenepoel       | Mads Pedersen           | Jay Vine                     | Remco Evenepoel | UAE Team Emirates        | Joan Bou                 |
| 14                     | Richard Carapaz        | Remco Evenepoel       | Mads Pedersen           | Jay Vine                     | Remco Evenepoel | UAE Team Emirates        | Luis León Sánchez        |
| 15                     | Thymen Arensman        | Remco Evenepoel       | Mads Pedersen           | Jay Vine                     | Remco Evenepoel | UAE Team Emirates        | Lawson Craddock          |
| 16                     | Mads Pedersen          | Remco Evenepoel       | Mads Pedersen           | Jay Vine                     | Remco Evenepoel | UAE Team Emirates        | Luis Ángel Maté          |
| 17                     | Rigoberto Urán         | Remco Evenepoel       | Mads Pedersen           | Jay Vine                     | Remco Evenepoel | UAE Team Emirates        | Lawson Craddock          |
| 18                     | Remco Evenepoel        | Remco Evenepoel       | Mads Pedersen           | Richard Carapaz              | Remco Evenepoel | UAE Team Emirates        | Robert Gesink            |
| 19                     | Mads Pedersen          | Remco Evenepoel       | Mads Pedersen           | Richard Carapaz              | Remco Evenepoel | UAE Team Emirates        | Ander Okamika            |
| 20                     | Richard Carapaz        | Remco Evenepoel       | Mads Pedersen           | Richard Carapaz              | Remco Evenepoel | UAE Team Emirates        | Alejandro Valverde       |
| 21                     | Sebastián Molano       | Remco Evenepoel       | Mads Pedersen           | Richard Carapaz              | Remco Evenepoel | UAE Team Emirates        | no entregat              |
| Classificacions finals | Classificacions finals | Remco Evenepoel       | Mads Pedersen           | Richard Carapaz              | Remco Evenepoel | UAE Team Emirates        | Marc Soler               |

## Llista de participants
- Llista de participants completa

Aquesta és la llista dels 183 ciclistes, repartits entre 23 equips, que van prendre part en la Volta a Espanya 2022.
| Jumbo-Visma TJV | Jumbo-Visma TJV            | Jumbo-Visma TJV |
| --------------- | -------------------------- | --------------- |
| Núm             | Ciclista                   | Pos             |
| 1               | Primož Roglič (SLO)        | NP-17           |
| 2               | Edoardo Affini (ITA)       | NP-10           |
| 3               | Rohan Dennis (AUS) (crono) | 52è             |
| 4               | Robert Gesink (NED)        | 41è             |
| 5               | Chris Harper (AUS)         | 33è             |
| 6               | Sepp Kuss (USA)            | NP-9            |
| 7               | Sam Oomen (NED)            | 30è             |
| 8               | Mike Teunissen (NED)       | 91è             |

| AG2R Citroën Team ACT | AG2R Citroën Team ACT     | AG2R Citroën Team ACT |
| --------------------- | ------------------------- | --------------------- |
| Núm                   | Ciclista                  | Pos                   |
| 11                    | Ben O'Connor (AUS)        | 8è                    |
| 12                    | Clément Champoussin (FRA) | 32è                   |
| 13                    | Jaakko Hänninen (FIN)     | NP-7                  |
| 14                    | Bob Jungels (LUX) (crono) | 51è                   |
| 15                    | Nans Peters (FRA)         | 61è                   |
| 16                    | Nicolas Prodhomme (FRA)   | 73è                   |
| 17                    | Antoine Raugel (FRA)      | 115è                  |
| 18                    | Andrea Vendrame (ITA)     | NP-7                  |

| Astana Qazaqstan Team AST | Astana Qazaqstan Team AST        | Astana Qazaqstan Team AST |
| ------------------------- | -------------------------------- | ------------------------- |
| Núm                       | Ciclista                         | Pos                       |
| 21                        | Miguel Ángel López Moreno (COL)  | 4t                        |
| 22                        | Samuele Battistella (ITA)        | NP-18                     |
| 23                        | David de la Cruz Melgarejo (ESP) | 21è                       |
| 24                        | Yevgeniy Fedorov (KAZ)           | 123è                      |
| 25                        | Aleksei Lutsenko (KAZ)           | 71è                       |
| 26                        | Vincenzo Nibali (ITA)            | 45è                       |
| 27                        | Vadim Pronskiy (KAZ)             | 38è                       |
| 28                        | Harold Tejada (COL)              | 65è                       |

| Bahrain Victorious TBV | Bahrain Victorious TBV          | Bahrain Victorious TBV |
| ---------------------- | ------------------------------- | ---------------------- |
| Núm                    | Ciclista                        | Pos                    |
| 31                     | Mikel Landa Meana (ESP)         | 15è                    |
| 32                     | Santiago Buitrago Sánchez (COL) | NP-12                  |
| 33                     | Gino Mäder (SUI)                | 20è                    |
| 34                     | Wout Poels (NED)                | NP-9                   |
| 35                     | Luis León Sánchez Gil (ESP)     | 16è                    |
| 36                     | Jasha Sütterlin (GER)           | 85è                    |
| 37                     | Fred Wright (GBR)               | 67è                    |
| 38                     | Edoardo Zambanini (ITA)         | 36è                    |

| Bora-Hansgrohe BOH | Bora-Hansgrohe BOH                 | Bora-Hansgrohe BOH |
| ------------------ | ---------------------------------- | ------------------ |
| Núm                | Ciclista                           | Pos                |
| 41                 | Sam Bennett (IRL)                  | NP-10              |
| 42                 | Matteo Fabbro (ITA)                | 54è                |
| 43                 | Sergio Higuita García (COL) (ruta) | 23è                |
| 44                 | Jai Hindley (AUS)                  | 10è                |
| 45                 | Wilco Kelderman (NED)              | 18è                |
| 46                 | Jonas Koch (GER)                   | 99è                |
| 47                 | Ryan Mullen (IRL)                  | 128è               |
| 48                 | Danny van Poppel (NED)             | 121è               |

| Cofidis COF | Cofidis COF                   | Cofidis COF |
| ----------- | ----------------------------- | ----------- |
| Núm         | Ciclista                      | Pos         |
| 51          | Jesús Herrada López (ESP)     | 56è         |
| 52          | Bryan Coquard (FRA)           | NP-17       |
| 53          | Davide Cimolai (ITA)          | 134è        |
| 54          | Thomas Champion (FRA)         | 98è         |
| 55          | Rubén Fernández Andújar (ESP) | 59è         |
| 56          | José Herrada López (ESP)      | NP-10       |
| 57          | Rémy Rochas (FRA)             | DNF-7       |
| 58          | Davide Villella (ITA)         | 53è         |

| EF Education-EasyPost EFE | EF Education-EasyPost EFE     | EF Education-EasyPost EFE |
| ------------------------- | ----------------------------- | ------------------------- |
| Núm                       | Ciclista                      | Pos                       |
| 61                        | Rigoberto Urán (COL)          | 9è                        |
| 62                        | Jonathan Caicedo Cepeda (ECU) | 69è                       |
| 63                        | Hugh Carthy (GBR)             | 25è                       |
| 64                        | Esteban Chaves Rubio (COL)    | NP-16                     |
| 65                        | Merhawi Kudus (ERI) (ruta)    | 79è                       |
| 66                        | Mark Padun (UKR)              | 46è                       |
| 67                        | James Shaw (GBR)              | 87è                       |
| 68                        | Julius van den Berg (NED)     | 130è                      |

| Groupama-FDJ GFC | Groupama-FDJ GFC             | Groupama-FDJ GFC |
| ---------------- | ---------------------------- | ---------------- |
| Núm              | Ciclista                     | Pos              |
| 71               | Thibaut Pinot (FRA)          | 17è              |
| 72               | Bruno Armirail (FRA) (crono) | NP-18            |
| 73               | Fabian Lienhard (SUI)        | 122è             |
| 74               | Rudy Molard (FRA)            | 31è              |
| 75               | Quentin Pacher (FRA)         | DNF-18           |
| 76               | Sébastien Reichenbach (SUI)  | 24è              |
| 77               | Miles Scotson (AUS)          | 109è             |
| 78               | Jake Stewart (GBR)           | NP-8             |

| Ineos Grenadiers IGD | Ineos Grenadiers IGD                     | Ineos Grenadiers IGD |
| -------------------- | ---------------------------------------- | -------------------- |
| Núm                  | Ciclista                                 | Pos                  |
| 81                   | Richard Carapaz Montenegro (ECU) (crono) | 14è                  |
| 82                   | Dylan van Baarle (NED)                   | 49è                  |
| 83                   | Tao Geoghegan Hart (GBR)                 | 19è                  |
| 84                   | Ethan Hayter (GBR) (crono)               | NP-10                |
| 85                   | Lucas Plapp (AUS) (ruta)                 | 95è                  |
| 86                   | Carlos Rodríguez Cano (ESP) (ruta)       | 7è                   |
| 87                   | Pàvel Sivakov (FRA)                      | NP-11                |
| 88                   | Ben Turner (GBR)                         | 72è                  |

| Intermarché-Wanty-Gobert Matériaux IWG | Intermarché-Wanty-Gobert Matériaux IWG | Intermarché-Wanty-Gobert Matériaux IWG |
| -------------------------------------- | -------------------------------------- | -------------------------------------- |
| Núm                                    | Ciclista                               | Pos                                    |
| 91                                     | Jan Bakelants (BEL)                    | 29è                                    |
| 92                                     | Jan Hirt (CZE)                         | NP-6                                   |
| 93                                     | Julius Johansen (DEN)                  | 129è                                   |
| 94                                     | Louis Meintjes (RSA)                   | 11è                                    |
| 95                                     | Domenico Pozzovivo (ITA)               | DNF-15                                 |
| 96                                     | Rein Taaramäe (EST) (crono)            | DNF-17                                 |
| 97                                     | Gerben Thijssen (BEL)                  | DNF-9                                  |
| 98                                     | Boy van Poppel (NED)                   | DNF-12                                 |

| Israel-Premier Tech IPT | Israel-Premier Tech IPT      | Israel-Premier Tech IPT |
| ----------------------- | ---------------------------- | ----------------------- |
| Núm                     | Ciclista                     | Pos                     |
| 101                     | Michael Woods (CAN)          | DNF-3                   |
| 102                     | Patrick Bevin (NZL)          | 75è                     |
| 103                     | Alessandro De Marchi (ITA)   | 103è                    |
| 104                     | Itamar Einhorn (ISR) (ruta)  | DNF-8                   |
| 105                     | Christopher Froome (GBR)     | 114è                    |
| 106                     | Omer Goldstein (ISR) (crono) |                         |
| 107                     | Carl Fredrik Hagen (NOR)     | 34è                     |
| 108                     | Daryl Impey (RSA)            | 101è                    |

| Lotto-Soudal LTS | Lotto-Soudal LTS      | Lotto-Soudal LTS |
| ---------------- | --------------------- | ---------------- |
| Núm              | Ciclista              | Pos              |
| 111              | Thomas De Gendt (BEL) | 80è              |
| 112              | Cedric Beullens (BEL) | 108è             |
| 113              | Filippo Conca (ITA)   | NP-17            |
| 114              | Steff Cras (BEL)      | DNF-2            |
| 115              | Jarrad Drizners (AUS) | NP-10            |
| 116              | Kamil Małecki (POL)   | 125è             |
| 117              | Harry Sweeny (AUS)    | NP-10            |
| 118              | Maxim Van Gils (BEL)  | NP-16            |

| Movistar Team MOV | Movistar Team MOV                         | Movistar Team MOV |
| ----------------- | ----------------------------------------- | ----------------- |
| Núm               | Ciclista                                  | Pos               |
| 121               | Alejandro Valverde Belmonte (ESP)         | 13è               |
| 122               | Mathias Norsgaard Jørgensen (DEN) (crono) | NP-10             |
| 123               | Lluís Mas Bonet (ESP)                     | 133è              |
| 124               | Enric Mas Nicolau (ESP)                   | 2n                |
| 125               | Gregor Mühlberger (AUT)                   | 50è               |
| 126               | Nélson Oliveira (POR)                     | 37è               |
| 127               | José Joaquín Rojas Gil (ESP)              | 48è               |
| 128               | Carlos Verona Quintanilla (ESP)           | 35è               |

| Quick-Step Alpha Vinyl QST | Quick-Step Alpha Vinyl QST      | Quick-Step Alpha Vinyl QST |
| -------------------------- | ------------------------------- | -------------------------- |
| Núm                        | Ciclista                        | Pos                        |
| 131                        | Julian Alaphilippe (FRA) (ruta) | DNF-11                     |
| 132                        | Rémi Cavagna (FRA)              | 104è                       |
| 133                        | Dries Devenyns (BEL)            | 100è                       |
| 134                        | Remco Evenepoel (BEL) (crono)   | 1r                         |
| 135                        | Fausto Masnada (ITA)            | 57è                        |
| 136                        | Pieter Serry (BEL)              | NP-9                       |
| 137                        | Ilan Van Wilder (BEL)           | 40è                        |
| 138                        | Louis Vervaeke (BEL)            | 58è                        |

| BikeExchange-Jayco BEX | BikeExchange-Jayco BEX        | BikeExchange-Jayco BEX |
| ---------------------- | ----------------------------- | ---------------------- |
| Núm                    | Ciclista                      | Pos                    |
| 141                    | Simon Yates (GBR)             | NP-11                  |
| 142                    | Lawson Craddock (USA) (crono) | 55è                    |
| 143                    | Luke Durbridge (AUS)          | 112è                   |
| 144                    | Kaden Groves (AUS)            | 113è                   |
| 145                    | Lucas Hamilton (AUS)          | 78è                    |
| 146                    | Michael Hepburn (AUS)         | 118è                   |
| 147                    | Kelland O'Brien (AUS)         | DNF-14                 |
| 148                    | Callum Scotson (AUS)          | NP-12                  |

| Team DSM DSM | Team DSM DSM                  | Team DSM DSM |
| ------------ | ----------------------------- | ------------ |
| Núm          | Ciclista                      | Pos          |
| 151          | Thymen Arensman (NED)         | 6è           |
| 152          | Nikias Arndt (GER)            | NP-8         |
| 153          | Marco Brenner (GER)           | 74è          |
| 154          | John Degenkolb (GER)          | 124è         |
| 155          | Mark Donovan (GBR)            | NP-8         |
| 156          | Jonas Iversby Hvideberg (NOR) | 110è         |
| 157          | Joris Nieuwenhuis (NED)       | 106è         |
| 158          | Henri Vandenabeele (BEL)      | DNF-9        |

| Trek-Segafredo TFS | Trek-Segafredo TFS     | Trek-Segafredo TFS |
| ------------------ | ---------------------- | ------------------ |
| Núm                | Ciclista               | Pos                |
| 161                | Julien Bernard (FRA)   | 88è                |
| 162                | Dario Cataldo (ITA)    | 117è               |
| 163                | Kenny Elissonde (FRA)  | 64è                |
| 164                | Daan Hoole (NED)       | NP-5               |
| 165                | Alex Kirsch (LUX)      | 119è               |
| 166                | Juan Pedro López (ESP) | 97è                |
| 167                | Mads Pedersen (DEN)    | 102è               |
| 168                | Antonio Tiberi (ITA)   | 92è                |

| UAE Team Emirates UAD | UAE Team Emirates UAD            | UAE Team Emirates UAD |
| --------------------- | -------------------------------- | --------------------- |
| Núm                   | Ciclista                         | Pos                   |
| 171                   | Marc Soler i Giménez (ESP)       | 27è                   |
| 172                   | Pascal Ackermann (GER)           | 111è                  |
| 173                   | Ivo Oliveira (POR)               | 131è                  |
| 174                   | Juan Ayuso Pesquera (ESP)        | 3r                    |
| 175                   | João Almeida (POR) (ruta)        | 5è                    |
| 176                   | Brandon McNulty (USA)            | 70è                   |
| 177                   | Sebastián Molano Benavides (COL) | 126è                  |
| 178                   | Jan Polanc (SLO)                 | 12è                   |

| Alpecin-Deceuninck AFC | Alpecin-Deceuninck AFC   | Alpecin-Deceuninck AFC |
| ---------------------- | ------------------------ | ---------------------- |
| Núm                    | Ciclista                 | Pos                    |
| 181                    | Tim Merlier (BEL) (ruta) | 132è                   |
| 182                    | Floris De Tier (BEL)     | NP-10                  |
| 183                    | Jimmy Janssens (BEL)     | 107è                   |
| 184                    | Xandro Meurisse (BEL)    | 39è                    |
| 185                    | Robert Stannard (AUS)    | 81è                    |
| 186                    | Lionel Taminiaux (BEL)   | 127è                   |
| 187                    | Gianni Vermeersch (BEL)  | 82è                    |
| 188                    | Jay Vine (AUS)           | DNF-18                 |

| Burgos-BH BBH | Burgos-BH BBH                  | Burgos-BH BBH |
| ------------- | ------------------------------ | ------------- |
| Núm           | Ciclista                       | Pos           |
| 191           | Jetse Bol (NED)                | 89è           |
| 192           | Óscar Cabedo (ESP)             | 22è           |
| 193           | José Manuel Díaz Gallego (ESP) | 43è           |
| 194           | Jesús Ezquerra (ESP)           | 68è           |
| 195           | Victor Langellotti (MON)       | DNF-8         |
| 196           | Daniel Navarro García (ESP)    | 44è           |
| 197           | Ander Okamika (ESP)            | 96è           |
| 198           | Manuel Peñalver (ESP)          | NP-1          |

| Equipo Kern Pharma EKP | Equipo Kern Pharma EKP           | Equipo Kern Pharma EKP |
| ---------------------- | -------------------------------- | ---------------------- |
| Núm                    | Ciclista                         | Pos                    |
| 201                    | Roger Adrià Oliveras (ESP)       | NP-11                  |
| 202                    | Urko Berrade (ESP)               | 66è                    |
| 203                    | Héctor Carretero Milla (ESP)     | NP-11                  |
| 204                    | Francisco Galván Fernández (ESP) | 105è                   |
| 205                    | Raúl García Pierna (ESP) (crono) | 47è                    |
| 206                    | Pau Miquel Delgado (ESP)         | NP-11                  |
| 207                    | José Félix Parra (ESP)           | 26è                    |
| 208                    | Vojtěch Řepa (CZE)               | 77è                    |

| Euskaltel-Euskadi EUS | Euskaltel-Euskadi EUS          | Euskaltel-Euskadi EUS |
| --------------------- | ------------------------------ | --------------------- |
| Núm                   | Ciclista                       | Pos                   |
| 211                   | Mikel Bizkarra Etxegibel (ESP) | 28è                   |
| 212                   | Xabier Mikel Azparren (ESP)    | 94è                   |
| 213                   | Ibai Azurmendi (ESP)           | 86è                   |
| 214                   | Joan Bou (ESP)                 | 83è                   |
| 215                   | Carlos Canal Blanco (ESP)      | 84è                   |
| 216                   | Mikel Iturria Segurola (ESP)   | 93è                   |
| 217                   | Gotzon Martín (ESP)            | 76è                   |
| 218                   | Luis Ángel Maté Mardones (ESP) | 62è                   |

| Arkéa-Samsic ARK | Arkéa-Samsic ARK         | Arkéa-Samsic ARK |
| ---------------- | ------------------------ | ---------------- |
| Núm              | Ciclista                 | Pos              |
| 221              | Anthony Delaplace (FRA)  | NP-8             |
| 222              | Élie Gesbert (FRA)       | 42è              |
| 223              | Thibault Guernalec (FRA) | DNF-13           |
| 224              | Simon Guglielmi (FRA)    | 60è              |
| 225              | Daniel McLay (GBR)       | 120è             |
| 226              | Łukasz Owsian (POL)      | 90è              |
| 227              | Clément Russo (FRA)      | 116è             |

| Jumbo-Visma TJV | Jumbo-Visma TJV            | Jumbo-Visma TJV |
| --------------- | -------------------------- | --------------- |
| Núm             | Ciclista                   | Pos             |
| 1               | Primož Roglič (SLO)        | NP-17           |
| 2               | Edoardo Affini (ITA)       | NP-10           |
| 3               | Rohan Dennis (AUS) (crono) | 52è             |
| 4               | Robert Gesink (NED)        | 41è             |
| 5               | Chris Harper (AUS)         | 33è             |
| 6               | Sepp Kuss (USA)            | NP-9            |
| 7               | Sam Oomen (NED)            | 30è             |
| 8               | Mike Teunissen (NED)       | 91è             |

| AG2R Citroën Team ACT | AG2R Citroën Team ACT     | AG2R Citroën Team ACT |
| --------------------- | ------------------------- | --------------------- |
| Núm                   | Ciclista                  | Pos                   |
| 11                    | Ben O'Connor (AUS)        | 8è                    |
| 12                    | Clément Champoussin (FRA) | 32è                   |
| 13                    | Jaakko Hänninen (FIN)     | NP-7                  |
| 14                    | Bob Jungels (LUX) (crono) | 51è                   |
| 15                    | Nans Peters (FRA)         | 61è                   |
| 16                    | Nicolas Prodhomme (FRA)   | 73è                   |
| 17                    | Antoine Raugel (FRA)      | 115è                  |
| 18                    | Andrea Vendrame (ITA)     | NP-7                  |

| Astana Qazaqstan Team AST | Astana Qazaqstan Team AST        | Astana Qazaqstan Team AST |
| ------------------------- | -------------------------------- | ------------------------- |
| Núm                       | Ciclista                         | Pos                       |
| 21                        | Miguel Ángel López Moreno (COL)  | 4t                        |
| 22                        | Samuele Battistella (ITA)        | NP-18                     |
| 23                        | David de la Cruz Melgarejo (ESP) | 21è                       |
| 24                        | Yevgeniy Fedorov (KAZ)           | 123è                      |
| 25                        | Aleksei Lutsenko (KAZ)           | 71è                       |
| 26                        | Vincenzo Nibali (ITA)            | 45è                       |
| 27                        | Vadim Pronskiy (KAZ)             | 38è                       |
| 28                        | Harold Tejada (COL)              | 65è                       |

| Bahrain Victorious TBV | Bahrain Victorious TBV          | Bahrain Victorious TBV |
| ---------------------- | ------------------------------- | ---------------------- |
| Núm                    | Ciclista                        | Pos                    |
| 31                     | Mikel Landa Meana (ESP)         | 15è                    |
| 32                     | Santiago Buitrago Sánchez (COL) | NP-12                  |
| 33                     | Gino Mäder (SUI)                | 20è                    |
| 34                     | Wout Poels (NED)                | NP-9                   |
| 35                     | Luis León Sánchez Gil (ESP)     | 16è                    |
| 36                     | Jasha Sütterlin (GER)           | 85è                    |
| 37                     | Fred Wright (GBR)               | 67è                    |
| 38                     | Edoardo Zambanini (ITA)         | 36è                    |

| Bora-Hansgrohe BOH | Bora-Hansgrohe BOH                 | Bora-Hansgrohe BOH |
| ------------------ | ---------------------------------- | ------------------ |
| Núm                | Ciclista                           | Pos                |
| 41                 | Sam Bennett (IRL)                  | NP-10              |
| 42                 | Matteo Fabbro (ITA)                | 54è                |
| 43                 | Sergio Higuita García (COL) (ruta) | 23è                |
| 44                 | Jai Hindley (AUS)                  | 10è                |
| 45                 | Wilco Kelderman (NED)              | 18è                |
| 46                 | Jonas Koch (GER)                   | 99è                |
| 47                 | Ryan Mullen (IRL)                  | 128è               |
| 48                 | Danny van Poppel (NED)             | 121è               |

| Cofidis COF | Cofidis COF                   | Cofidis COF |
| ----------- | ----------------------------- | ----------- |
| Núm         | Ciclista                      | Pos         |
| 51          | Jesús Herrada López (ESP)     | 56è         |
| 52          | Bryan Coquard (FRA)           | NP-17       |
| 53          | Davide Cimolai (ITA)          | 134è        |
| 54          | Thomas Champion (FRA)         | 98è         |
| 55          | Rubén Fernández Andújar (ESP) | 59è         |
| 56          | José Herrada López (ESP)      | NP-10       |
| 57          | Rémy Rochas (FRA)             | DNF-7       |
| 58          | Davide Villella (ITA)         | 53è         |

| EF Education-EasyPost EFE | EF Education-EasyPost EFE     | EF Education-EasyPost EFE |
| ------------------------- | ----------------------------- | ------------------------- |
| Núm                       | Ciclista                      | Pos                       |
| 61                        | Rigoberto Urán (COL)          | 9è                        |
| 62                        | Jonathan Caicedo Cepeda (ECU) | 69è                       |
| 63                        | Hugh Carthy (GBR)             | 25è                       |
| 64                        | Esteban Chaves Rubio (COL)    | NP-16                     |
| 65                        | Merhawi Kudus (ERI) (ruta)    | 79è                       |
| 66                        | Mark Padun (UKR)              | 46è                       |
| 67                        | James Shaw (GBR)              | 87è                       |
| 68                        | Julius van den Berg (NED)     | 130è                      |

| Groupama-FDJ GFC | Groupama-FDJ GFC             | Groupama-FDJ GFC |
| ---------------- | ---------------------------- | ---------------- |
| Núm              | Ciclista                     | Pos              |
| 71               | Thibaut Pinot (FRA)          | 17è              |
| 72               | Bruno Armirail (FRA) (crono) | NP-18            |
| 73               | Fabian Lienhard (SUI)        | 122è             |
| 74               | Rudy Molard (FRA)            | 31è              |
| 75               | Quentin Pacher (FRA)         | DNF-18           |
| 76               | Sébastien Reichenbach (SUI)  | 24è              |
| 77               | Miles Scotson (AUS)          | 109è             |
| 78               | Jake Stewart (GBR)           | NP-8             |

| Ineos Grenadiers IGD | Ineos Grenadiers IGD                     | Ineos Grenadiers IGD |
| -------------------- | ---------------------------------------- | -------------------- |
| Núm                  | Ciclista                                 | Pos                  |
| 81                   | Richard Carapaz Montenegro (ECU) (crono) | 14è                  |
| 82                   | Dylan van Baarle (NED)                   | 49è                  |
| 83                   | Tao Geoghegan Hart (GBR)                 | 19è                  |
| 84                   | Ethan Hayter (GBR) (crono)               | NP-10                |
| 85                   | Lucas Plapp (AUS) (ruta)                 | 95è                  |
| 86                   | Carlos Rodríguez Cano (ESP) (ruta)       | 7è                   |
| 87                   | Pàvel Sivakov (FRA)                      | NP-11                |
| 88                   | Ben Turner (GBR)                         | 72è                  |

| Intermarché-Wanty-Gobert Matériaux IWG | Intermarché-Wanty-Gobert Matériaux IWG | Intermarché-Wanty-Gobert Matériaux IWG |
| -------------------------------------- | -------------------------------------- | -------------------------------------- |
| Núm                                    | Ciclista                               | Pos                                    |
| 91                                     | Jan Bakelants (BEL)                    | 29è                                    |
| 92                                     | Jan Hirt (CZE)                         | NP-6                                   |
| 93                                     | Julius Johansen (DEN)                  | 129è                                   |
| 94                                     | Louis Meintjes (RSA)                   | 11è                                    |
| 95                                     | Domenico Pozzovivo (ITA)               | DNF-15                                 |
| 96                                     | Rein Taaramäe (EST) (crono)            | DNF-17                                 |
| 97                                     | Gerben Thijssen (BEL)                  | DNF-9                                  |
| 98                                     | Boy van Poppel (NED)                   | DNF-12                                 |

| Israel-Premier Tech IPT | Israel-Premier Tech IPT      | Israel-Premier Tech IPT |
| ----------------------- | ---------------------------- | ----------------------- |
| Núm                     | Ciclista                     | Pos                     |
| 101                     | Michael Woods (CAN)          | DNF-3                   |
| 102                     | Patrick Bevin (NZL)          | 75è                     |
| 103                     | Alessandro De Marchi (ITA)   | 103è                    |
| 104                     | Itamar Einhorn (ISR) (ruta)  | DNF-8                   |
| 105                     | Christopher Froome (GBR)     | 114è                    |
| 106                     | Omer Goldstein (ISR) (crono) |                         |
| 107                     | Carl Fredrik Hagen (NOR)     | 34è                     |
| 108                     | Daryl Impey (RSA)            | 101è                    |

| Lotto-Soudal LTS | Lotto-Soudal LTS      | Lotto-Soudal LTS |
| ---------------- | --------------------- | ---------------- |
| Núm              | Ciclista              | Pos              |
| 111              | Thomas De Gendt (BEL) | 80è              |
| 112              | Cedric Beullens (BEL) | 108è             |
| 113              | Filippo Conca (ITA)   | NP-17            |
| 114              | Steff Cras (BEL)      | DNF-2            |
| 115              | Jarrad Drizners (AUS) | NP-10            |
| 116              | Kamil Małecki (POL)   | 125è             |
| 117              | Harry Sweeny (AUS)    | NP-10            |
| 118              | Maxim Van Gils (BEL)  | NP-16            |

| Movistar Team MOV | Movistar Team MOV                         | Movistar Team MOV |
| ----------------- | ----------------------------------------- | ----------------- |
| Núm               | Ciclista                                  | Pos               |
| 121               | Alejandro Valverde Belmonte (ESP)         | 13è               |
| 122               | Mathias Norsgaard Jørgensen (DEN) (crono) | NP-10             |
| 123               | Lluís Mas Bonet (ESP)                     | 133è              |
| 124               | Enric Mas Nicolau (ESP)                   | 2n                |
| 125               | Gregor Mühlberger (AUT)                   | 50è               |
| 126               | Nélson Oliveira (POR)                     | 37è               |
| 127               | José Joaquín Rojas Gil (ESP)              | 48è               |
| 128               | Carlos Verona Quintanilla (ESP)           | 35è               |

| Quick-Step Alpha Vinyl QST | Quick-Step Alpha Vinyl QST      | Quick-Step Alpha Vinyl QST |
| -------------------------- | ------------------------------- | -------------------------- |
| Núm                        | Ciclista                        | Pos                        |
| 131                        | Julian Alaphilippe (FRA) (ruta) | DNF-11                     |
| 132                        | Rémi Cavagna (FRA)              | 104è                       |
| 133                        | Dries Devenyns (BEL)            | 100è                       |
| 134                        | Remco Evenepoel (BEL) (crono)   | 1r                         |
| 135                        | Fausto Masnada (ITA)            | 57è                        |
| 136                        | Pieter Serry (BEL)              | NP-9                       |
| 137                        | Ilan Van Wilder (BEL)           | 40è                        |
| 138                        | Louis Vervaeke (BEL)            | 58è                        |

| BikeExchange-Jayco BEX | BikeExchange-Jayco BEX        | BikeExchange-Jayco BEX |
| ---------------------- | ----------------------------- | ---------------------- |
| Núm                    | Ciclista                      | Pos                    |
| 141                    | Simon Yates (GBR)             | NP-11                  |
| 142                    | Lawson Craddock (USA) (crono) | 55è                    |
| 143                    | Luke Durbridge (AUS)          | 112è                   |
| 144                    | Kaden Groves (AUS)            | 113è                   |
| 145                    | Lucas Hamilton (AUS)          | 78è                    |
| 146                    | Michael Hepburn (AUS)         | 118è                   |
| 147                    | Kelland O'Brien (AUS)         | DNF-14                 |
| 148                    | Callum Scotson (AUS)          | NP-12                  |

| Team DSM DSM | Team DSM DSM                  | Team DSM DSM |
| ------------ | ----------------------------- | ------------ |
| Núm          | Ciclista                      | Pos          |
| 151          | Thymen Arensman (NED)         | 6è           |
| 152          | Nikias Arndt (GER)            | NP-8         |
| 153          | Marco Brenner (GER)           | 74è          |
| 154          | John Degenkolb (GER)          | 124è         |
| 155          | Mark Donovan (GBR)            | NP-8         |
| 156          | Jonas Iversby Hvideberg (NOR) | 110è         |
| 157          | Joris Nieuwenhuis (NED)       | 106è         |
| 158          | Henri Vandenabeele (BEL)      | DNF-9        |

| Trek-Segafredo TFS | Trek-Segafredo TFS     | Trek-Segafredo TFS |
| ------------------ | ---------------------- | ------------------ |
| Núm                | Ciclista               | Pos                |
| 161                | Julien Bernard (FRA)   | 88è                |
| 162                | Dario Cataldo (ITA)    | 117è               |
| 163                | Kenny Elissonde (FRA)  | 64è                |
| 164                | Daan Hoole (NED)       | NP-5               |
| 165                | Alex Kirsch (LUX)      | 119è               |
| 166                | Juan Pedro López (ESP) | 97è                |
| 167                | Mads Pedersen (DEN)    | 102è               |
| 168                | Antonio Tiberi (ITA)   | 92è                |

| UAE Team Emirates UAD | UAE Team Emirates UAD            | UAE Team Emirates UAD |
| --------------------- | -------------------------------- | --------------------- |
| Núm                   | Ciclista                         | Pos                   |
| 171                   | Marc Soler i Giménez (ESP)       | 27è                   |
| 172                   | Pascal Ackermann (GER)           | 111è                  |
| 173                   | Ivo Oliveira (POR)               | 131è                  |
| 174                   | Juan Ayuso Pesquera (ESP)        | 3r                    |
| 175                   | João Almeida (POR) (ruta)        | 5è                    |
| 176                   | Brandon McNulty (USA)            | 70è                   |
| 177                   | Sebastián Molano Benavides (COL) | 126è                  |
| 178                   | Jan Polanc (SLO)                 | 12è                   |

| Alpecin-Deceuninck AFC | Alpecin-Deceuninck AFC   | Alpecin-Deceuninck AFC |
| ---------------------- | ------------------------ | ---------------------- |
| Núm                    | Ciclista                 | Pos                    |
| 181                    | Tim Merlier (BEL) (ruta) | 132è                   |
| 182                    | Floris De Tier (BEL)     | NP-10                  |
| 183                    | Jimmy Janssens (BEL)     | 107è                   |
| 184                    | Xandro Meurisse (BEL)    | 39è                    |
| 185                    | Robert Stannard (AUS)    | 81è                    |
| 186                    | Lionel Taminiaux (BEL)   | 127è                   |
| 187                    | Gianni Vermeersch (BEL)  | 82è                    |
| 188                    | Jay Vine (AUS)           | DNF-18                 |

| Burgos-BH BBH | Burgos-BH BBH                  | Burgos-BH BBH |
| ------------- | ------------------------------ | ------------- |
| Núm           | Ciclista                       | Pos           |
| 191           | Jetse Bol (NED)                | 89è           |
| 192           | Óscar Cabedo (ESP)             | 22è           |
| 193           | José Manuel Díaz Gallego (ESP) | 43è           |
| 194           | Jesús Ezquerra (ESP)           | 68è           |
| 195           | Victor Langellotti (MON)       | DNF-8         |
| 196           | Daniel Navarro García (ESP)    | 44è           |
| 197           | Ander Okamika (ESP)            | 96è           |
| 198           | Manuel Peñalver (ESP)          | NP-1          |

| Equipo Kern Pharma EKP | Equipo Kern Pharma EKP           | Equipo Kern Pharma EKP |
| ---------------------- | -------------------------------- | ---------------------- |
| Núm                    | Ciclista                         | Pos                    |
| 201                    | Roger Adrià Oliveras (ESP)       | NP-11                  |
| 202                    | Urko Berrade (ESP)               | 66è                    |
| 203                    | Héctor Carretero Milla (ESP)     | NP-11                  |
| 204                    | Francisco Galván Fernández (ESP) | 105è                   |
| 205                    | Raúl García Pierna (ESP) (crono) | 47è                    |
| 206                    | Pau Miquel Delgado (ESP)         | NP-11                  |
| 207                    | José Félix Parra (ESP)           | 26è                    |
| 208                    | Vojtěch Řepa (CZE)               | 77è                    |

| Euskaltel-Euskadi EUS | Euskaltel-Euskadi EUS          | Euskaltel-Euskadi EUS |
| --------------------- | ------------------------------ | --------------------- |
| Núm                   | Ciclista                       | Pos                   |
| 211                   | Mikel Bizkarra Etxegibel (ESP) | 28è                   |
| 212                   | Xabier Mikel Azparren (ESP)    | 94è                   |
| 213                   | Ibai Azurmendi (ESP)           | 86è                   |
| 214                   | Joan Bou (ESP)                 | 83è                   |
| 215                   | Carlos Canal Blanco (ESP)      | 84è                   |
| 216                   | Mikel Iturria Segurola (ESP)   | 93è                   |
| 217                   | Gotzon Martín (ESP)            | 76è                   |
| 218                   | Luis Ángel Maté Mardones (ESP) | 62è                   |

| Arkéa-Samsic ARK | Arkéa-Samsic ARK         | Arkéa-Samsic ARK |
| ---------------- | ------------------------ | ---------------- |
| Núm              | Ciclista                 | Pos              |
| 221              | Anthony Delaplace (FRA)  | NP-8             |
| 222              | Élie Gesbert (FRA)       | 42è              |
| 223              | Thibault Guernalec (FRA) | DNF-13           |
| 224              | Simon Guglielmi (FRA)    | 60è              |
| 225              | Daniel McLay (GBR)       | 120è             |
| 226              | Łukasz Owsian (POL)      | 90è              |
| 227              | Clément Russo (FRA)      | 116è             |